# Куп Милан Цига Васојевић 2019.
Куп Милан Цига Васојевић је 2019. одржан по тринаести пут као национални кошаркашки куп Србије. Домаћин завршног турнира била је Лозница 16. и 17. марта 2019. године.

## Учесници
На завршном турниру учествује укупно 4 клуба, а право учешћа клуб може стећи по једном од два основа:
- Као једна од три најбоље пласираних екипа на крају првог дела такмичења у Првој лиги Србије 2018/19.
  - По овом основу пласман су обезбедили Црвена звезда, 021 и Новосадска ЖКА која је била четврта, али су стекли право наступа пошто је другопласирани Радивој Кораћ освојио Куп КСС.

- Као освајач Купа КСС:
  - По овом основу пласман је обезбедио Радивој Кораћ.

## Дворана
| Лозница          | ЛозницаКуп Милан Цига Васојевић 2019. на карти Србије |
| Хала Лагатор     | ЛозницаКуп Милан Цига Васојевић 2019. на карти Србије |
| Капацитет: 2.236 | ЛозницаКуп Милан Цига Васојевић 2019. на карти Србије |
|                  | ЛозницаКуп Милан Цига Васојевић 2019. на карти Србије |

## Полуфинале
| 16. март 2019 16:00 | извештај | Црвена звезда                                                             | 60 : 49 | Новосадска ЖКА                       | Хала Лагатор, Лозница Гледаоци: 550 Судије: Јасмина Јурас, Наташа Виријевић, Урош Дојчиновић |  |
| 16. март 2019 16:00 | извештај | Четвртине: 15–23, 10–13, 15–6, 20–7                                       |         |                                      | Хала Лагатор, Лозница Гледаоци: 550 Судије: Јасмина Јурас, Наташа Виријевић, Урош Дојчиновић |  |
| 16. март 2019 16:00 | извештај | Поени: Ђорђевић 18 Скокови: Ђорђевић 9 Асистенције: Бојовић, A. Катанић 5 |         | Радуловић 12 Митровић 16 Радуловић 3 | Хала Лагатор, Лозница Гледаоци: 550 Судије: Јасмина Јурас, Наташа Виријевић, Урош Дојчиновић |  |

| 16. март 2019 18:30 | извештај | Радивој Кораћ                                                       | 72 : 71 | 021                                | Хала Лагатор, Лозница Гледаоци: 550 Судије: Ивана Ивановић, Дејан Миздрак, Мирослава Јовичин |  |
| 16. март 2019 18:30 | извештај | Четвртине: 22–19, 14–24, 17–18, 19–10                               |         |                                    | Хала Лагатор, Лозница Гледаоци: 550 Судије: Ивана Ивановић, Дејан Миздрак, Мирослава Јовичин |  |
| 16. март 2019 18:30 | извештај | Поени: Томашевић 21 Скокови: Вучковић 8 Асистенције: Вукосављевић 5 |         | Адамовић 34 Адамовић 12 Адамовић 4 | Хала Лагатор, Лозница Гледаоци: 550 Судије: Ивана Ивановић, Дејан Миздрак, Мирослава Јовичин |  |

## Финале
| 17. март 2019 17:00 | извештај | Црвена звезда                                                    | 56 : 55 | Радивој Кораћ                                        | Хала Лагатор, Лозница Гледаоци: 600 Судије: Јасмина Јурас, Ивана Ивановић, Наташа Виријевић |  |
| 17. март 2019 17:00 | извештај | Четвртине: 9–19, 14–15, 21–9, 12–12                              |         |                                                      | Хала Лагатор, Лозница Гледаоци: 600 Судије: Јасмина Јурас, Ивана Ивановић, Наташа Виријевић |  |
| 17. март 2019 17:00 | извештај | Поени: Ђорђевић 16 Скокови: Ђорђевић 7 Асистенције: И. Катанић 7 |         | Вучковић 16 Стојиљковић 15 Томашевић, Вукосављевић 3 | Хала Лагатор, Лозница Гледаоци: 600 Судије: Јасмина Јурас, Ивана Ивановић, Наташа Виријевић |  |

| Освајач Купа Милан Цига Васојевић 2019. |
| --------------------------------------- |
| ЖКК Црвена звезда 3. титула.            |